# بریتال
بریتال (به عربی: بريتال) یک روستا در لبنان است که در شهرستان بعلبک واقع شده‌است.
 بریتال   ۱٬۱۵۰ متر بالاتر از سطح دریا واقع شده‌است.